# Pseudapomecyna klugii
Pseudapomecyna klugii är en skalbaggsart som först beskrevs av Thomson 1868.  Pseudapomecyna klugii ingår i släktet Pseudapomecyna och familjen långhorningar.
Artens utbredningsområde är Senegal. Inga underarter finns listade i Catalogue of Life.